# Fundamentalizmus
A fundamentalizmus az összehasonlító vallástudományban a különböző vallások legfontosabb írásaiban lévő alap tanításainak vagy ősi hagyományok legfontosabb elemeinek hangsúlyozása, radikális sok esetben szabályszerű formában való alkalmazása. Szociológiai szempontból az ellenkultúra jellegű társadalmi jelenség egyik megjelenési formája. 
Sok fundamentalistának tekintett csoport elutasítja e megnevezést vagy rosszalló értelme, vagy az általuk elfogadhatatlannak tartott más, hasonlóan megbélyegzett csoportokkal való összehasonlítás miatt.

## A fundamentalista jelenség
Bár a fundamentalista „bélyeg” a közhasználatban általában rosszallólag, a fő vallási irányzatokon kívüli vallási csoportokra és/vagy a sokszor csak névleges vallási indítékú szélsőséges nemzeti mozgalmak résztvevőire utal, mégis az elnevezésnek van egy pontosabb meghatározása is.
- A „fundamentalista” megnevezés olyan mozgalomra utal, mely törekszik visszatérni az adott vallás vagy szubkultúra eredeti alapjaihoz, alapelveihez, vagy legalábbis ahhoz, amit a mozgalom résztvevői annak tartanak.

Mostanában az elnevezés egy olyan, gyakran korábbi nagyobb csoportjuktól tudatosan elkülönült vallási csoportot jelöl meg, mely nehezményezi az eredeti alapelvek megromlását, vagy azoknak bizonyos, identitásukkal ellenkező elvekkel való kiszorítását (például ebben az értelemben az Egyesült Államok-beli Krisztus Egyesült Egyházából a homoszexualitás hivatalos elfogadása miatt kiválók is fundamentalistáknak tekinthetők). Az elkülönülők ezen új identitásuk megalapítását azért tartják szükségesnek, mert szerintük eredeti vallási közösségük feladta a magát vallási értelemben való meghatározásának képességét. Általában megfigyelhető, hogy a közösség elhanyagolta, megszakította a véleménykülönbségek kisimítását és figyelmen kívül hagyta a „fundamentalisták” igényeit, ezzel gyakorlatilag kiközösítve magából őket. A másik oldalról nézve a „fundamentalisták”-nak a – többnyire – természetes változások teljességgel idegennek és magával a vallásukkal ellenkezőeknek tűnnek. Így a fundamentalista mozgalom a nagyobb közösséggel azonos alapokon, de annál sokkal öntudatosabban próbál a modern világnak egy egészen új megközelítési módját kialakítani az eredeti alapelvek a résztvevők által értelmezett lényegéhez való szigorú ragaszkodás alapján, hogy hitelveik és életmódjuk sajátosságait megőrizzék. Ez történt a reformáció során, az azt követő „anabaptista” mozgalmakban, a kvékerek esetében és minden más hasonló vallási szakadásban azóta is.
Maga az elnevezés a 20. század elején az Egyesült Államok protestáns egyházaiban feltámadt ún. „fundamentalista-modernista vitá”-ból származik, mely csak az 1920-as évek végére simult el.
A protestáns kereszténységben létrejött fundamentalisták és modernisták közötti ellentétek alakulása figyelemreméltó hasonlóságokat mutat a más vallási közösségekben lejátszódott folyamatokkal és így a „fundamentalista” elnevezés az önleíráson, vagy a rosszalló elítélésen túl az ezektől meglehetősen különböző más vallási mozgalmakra is kiterjedt. Ezért most a fundamentalizmust egy olyan mozgalomnak tekinthetjük, melynek követői megkísérlik a vallási identitásukat a modern nyugati kultúrába való beolvadástól megmenteni.
Ez a beolvadás e csoport tagjai számára gyakran igen súlyos, sőt kozmikus jelentőségű katasztrófának tűnik és magukat nem csupán saját hitelveik, hanem egy, a világ számára létfontosságú elv-, életmód- és a megváltás fennmaradása védelmezőinek tekintik. Ez az elhivatottság és a világosan meghatározott vallásos életmód minden szempontja körül épített közösség ígérete az, ami a korábbi vallási identitásukat elvesztők számára oly vonzónak tűnhet. Ezt az új identitást védő fundamentalista „erényfal”, vagy védősövény nem csak az idegen vallási nézetek, hanem a saját vallásuk korszerűsített, megalkudott, névlegesnek tekintett változatainak behatolása ellen is védelmet nyújtanak.
- A kereszténység esetében a fundamentalizmus gyakran a nagyobb keresztény mozgalmakhoz kapcsolódó, vagy abból kiszakadt kisebb méretű csoportokra jellemző.
- Az iszlám fundamentalisták (→iszlamizmus) az iszlám életmódot és jogrendet (saría) elnyomó nyugati kultúra ellen lépnek fel mozgalmukkal.
- A zsidóság mai fundamentalistái az ún. Haredi, akik magukat „Tóra-igaz” zsidóknak vélik. Jézus idejében az esszénusok voltak fundamentalisták, ők a Templom lerombolása után a farizeusokkal a mai rabbikus zsidóság előfutárai lettek.
- Fundamentalisták léteznek a hinduizmusban és a világ más vallásaiban is.

Mindezek a csoportok éles határokat húznak köztük és a más vallások hű követői között, a „szent” életszemlélet és a „világi” élet között, az „igaz törekvők” és a „névlegesen vallásosak” stb. között. A fundamentalisták rendszerint saját vallásuk nagyobb közösségéből szereznek híveket életpéldájuk segítségével, vagy arról való meggyőzéssel, hogy jelenlegi körülményeikben nem tapasztalhatják meg vallásuk hiteles ígéreteit.
Sok hittudós a fundamentalizmus különböző formáiban hasonló elemeket vél felfedezni, így például Peter Huff, a New Hampshire-beli Saint Anselm College történelmi teológia tanszékének helyettes egyetemi tanára a Világbéke Nemzetközi Naplójá-ban is megjelent cikkében így írt:
“Antoun szerint a zsidó, a keresztény és az iszlám fundamentalistákat hitelvi és hitgyakorlati különbözőségeik ellenére egy közös világnézet egyesíti. Ez a világnézet az élet egészét a modern elvilágiasodás üteme és kiterjedése által keltett felháborodásban kifejezett szentséges és megosztott erkölcsi világkép hitelességébe horgonyozza le…”

### Tiltakozás az elnevezés használata ellen
Keresztény fundamentalisták, akik általában szívesen alkalmazzák az elnevezést magukra, erősen tiltakoznak az iszlám fundamentalistákkal való egy csoportba sorolásuk ellen és zokon veszik a céljuk eléréséhez minden eszközt megragadó, emberrablást, gyilkosságot és terrorista cselekményeket végrehajtó iszlám szektákkal való közös megbélyegzésüket. Ugyanakkor elfogadhatónak tartják, ha az elnevezést kizárólagosan keresztény csoportokra alkalmazzák és ha az iszlám megfelelőit megfelelő előnévvel látják el, azaz „iszlám fundamentalisták”-nak hívják őket, de a pontosabb kifejezés szerintük az „iszlám extrémisták” lenne.
A keresztényekkel ellentétben a muzulmán csoportok nem használják az elnevezést magukra, és erősen tiltakoznak a keresztény fundamentalistákkal egy csoportba való sorolásuk ellen is, mert a kereszténység egészét vallásilag hibásnak tekintik és nem ismerik el a fundamentalista és a fővonalbeli kereszténység teológiai különbségeit. Továbbá sok muzulmán különösen tiltakozik ez elnevezés ellen, ha iszlám csoportokra alkalmazzák, mert a Koránt minden muzulmán teljesen hibátlannak hiszi, míg a nyugati írók kizárólag a szélsőséges csoportokra használják az elnevezést. Mindezek ellenére az iszlám világban a vahhabitákat túlnyomó többségükben fundamentalistáknak tekintik, míg a nyugatiak által fundamentalistának tartott síita csoportokat ott nem tartják annak.

### A vallásos fundamentalisták hitének alapjai
A vallásos fundamentalisták számára az általuk szentnek vélt írások az Isten hiteles szavát jelentik. A fundamentalista hitek alapját az a kettős hitelv képezi, hogy Isten pontosan kinyilvánította szent akaratát prófétáinak, és hogy annak a megjelentetésnek megbízható és pontos dokumentumai a hagyományok töretlen láncolatán át jutottak el korunkba. Mivel a Szentírás az Isten szava, szerintük senkinek sincs joga azt megváltoztatni, vagy azzal egyet nem érteni, így a (benne hívő) népek kötelesek az Isten szavának engedelmeskedni. E nézőpontnak a vonzóereje egyszerűségében rejtőzik: az embernek azt kell tennie, amit Isten mond. A másik oldalról viszont a fundamentalistáknak a vallásos törvények szigorú figyelemben tartásához való ragaszkodása gyakran a „törvényeskedés” vádját vonja maga után.

#### Keresztény nézetek
A fundamentalista kereszténység a zsidó Bibliából és az Újtestamentumból álló Szentírást tévedhetetlennek és történelmileg pontosnak tekinti. Az Újtestamentum képviseli az ember és Isten közötti új szövetséget, melyet az Isten megváltó terve szempontjából az Ószövetség ígéretei beteljesülésének tartanak. A Szentírásban való ilyen bizalom alapján azután a fundamentalista keresztények az Írások beszámolóit szó szerint igaznak fogadják el. Hitük szerint az egyház megkapta a Szentlélek ajándékát és ő vezeti az egyházat az Isten akaratának a Szentírás szerinti beteljesülésébe.
A legtöbb fundamentalista keresztény nem hiszi, hogy a Bibliát minden pontban tévedhetetlenül lehet értelmezni, de még az ebben hívők sem érzik, hogy a helyenként tökéletlen értelmezés ellentmondana a Szentírás tévedhetetlensége alapelvének. Ez azért van, mert hitük szerint Isten saját szándékait maga értelmezi és akaratát a benne bízóknak és azokon keresztül tölti be, még akkor is, ha értelmük tökéletlen is. Mindezek ellenére szerintük az egyház feladata az, hogy a Szentírást megértse, higgye amit mond és aszerint cselekedjen. Meg kell jegyezni, hogy vannak olyan keresztények, akik tévedhetetlen tekintélyt tulajdonítanak bizonyos élő személyiségnek, vagy uralkodó testületnek, de ezek nem minden esetben tekinthetők fundamentalistáknak…
Az amerikai protestáns mozgalomban a „fundamentalista” kifejezés a 20. század elején az amerikai egyházakban szélesen terjesztett „Az Alapelemek” című könyvből származik. Ez az 1909 és 1920 között Los Angelesben kiadott és 300 000 példányban szétosztott 12 kötetes tanulmány felvázolta a keresztény teológia történelmét annak érdekében, hogy a kor teológiai liberalizmusának gátat szabjon. A korai „fundamentalisták” két ismertebb alakja Gresham Machen és Benjamin Warfield voltak, akiket ma nem tekintenénk fundamentalistáknak. Eredetileg a fundamentalista elnevezés minden, a Biblia és a történelmi hitelvek hibátlanságát valló protestánsra vonatkozott, de az idők folyamán úgy alakult, hogy a megnevezés ma csupán az evangelikál protestantizmus bizonyos részére utal, s a többieket inkább evangelikáloknak hívjuk. A ma is fundamentalistáknak tekinthető közösségeket gyakran – bár nem minden esetben – a korunkat Jézus ezeréves uralkodását megelőző korszaknak tekintő jellegzetességük és a korszerűségtől való ideológiai elkülönülés jellemzi. Ezt a csoportot gyakran vádolják a Bibliában nem kifejezetten említett szabályokkal való megterheltetésekkel (mint például az alkoholfogyasztás, dohányzás és világi zene hallgatásának tilalma). Ezen leírások alapján a legtöbb baptista gyülekezet, a nazarénusok, az adventisták, a Jehova Tanúi, a kvékerek és sok más, rendszerint kisebb felekezetek kifejezetten fundamentalistáknak tekinthetőek. Amerikában ma – többek között – Jerry Falwell és Pat Robertson képviselik ezt az irányzatot és az ezt képviselő intézmények közé tartozik a Regent University, a Pensacola Christian College, a Bob Jones University és a Clearwater Christian College is. Ezen az intézmények szigorú öltözködési előírásai (nőknek hosszú szoknyát, férfiaknak pedig nyakkendőt kell viselniük) és viselkedési normái csupán jelzik fundamentalista életszemléletüket. A legtöbb fundamentalista közösség a hitelesnek tartott Károli-bibliát (Amerikában a King James Version, Németországban pedig a régi Luther-fordítást) újabban pedig – ha nem is intézményesen – az MBT fordítását (1978 és 1997) is elfogadják. Egyes csoportoknak még jellegzetessége az, hogy támogatják Izrael modern nemzeti államát, mert annak a világvégi eseményekben komoly szerepet tulajdonítanak.

#### Zsidó nézetek
A zsidó felekezetek többsége szerint a Tanakh (a héber Biblia, vagyis a keresztény Ószövetség) nem értelmezhető szó szerint vagy önmagában, hanem a „szóbeli törvény”-nek nevezett írásokkal együtt kell olvasni. Ezek a magyarázó, vagy kiegészítő írások a Mishna, Talmud és Midrás nevű könyvekben olvashatóak.
- Míg a Tanakh szerintük irodalomként nem olvasandó, az ortodox zsidóság a szöveget tévedhetetlen, isteni eredetűnek tekintik aminek még a betűit sem szabad megváltoztatni, főleg a Tóráét.
- Ezen belül a háredi zsidók a kiegészítő könyvek tartalmát – ha nem is betűit – is isteni eredetűnek és tévedhetetlennek tartják.
- A hászidi zsidók pedig még az igazság hagyományos forrásait értelmező ebbe nevű iratgyűjteményüket is tévedhetetlennek tartják.

#### Muszlim nézetek
A muszlimok hite szerint a Koránt Isten, azaz Allah maga diktálta Dzsibríl (Gábriel) arkangyalon keresztül egyenesen Mohamednek, az ő prófétájának  és a Korán jelenlegi szövege pontosan megegyezik azzal, amit Mohamednek mondott. Ennek ellenére a fundamentalista muszlimok hiszik, hogy az iszlám a Koránon túl megköveteli, hogy:
- a hagyományos muszlimok a Koránban és a hadíszban lévő szent szövegek hagyományos értelmezésére korlátozzák magukat;
- a muszlim közösségekben különböző vallási mozgalmak és politikai pártok alakuljanak ki, azaz szerintük az iszlám fundamentalizmusnak az iszlámon belüli liberális mozgalmakat ellenző, egyfajta vallásos konzervatizmussá kell lennie;
- az iszlámot politikai mozgalomként gyakorló muszlim csoportoknak a célja legyen, hogy az állam világias törvényeit az iszlám törvényeivel (saría) helyettesítsék.

### A fundamentalista állásfoglalás melletti érvelés
A fundamentalisták azt állítják, hogy ők vallásukat az első követőkhöz hasonlóan gyakorolják és hogy vallásuk ilyen módon gyakorlandó. Más szóval szerintük a keresztényeknek úgy kellene hinniük és élniük, ahogy azok tették, akik Jézust személyesen ismerték és követték. A muszlimoknak Mohamed követőiről kell példát venni, és hasonló érvelés csaknem minden vallási hitrendszerre kiterjeszthető. A fundamentalisták értelme szerint a világ vallásainak megalapítói olyan dolgokat mondtak és tettek, amik akkor még nem voltak leírva, azaz szerintük az eredeti tanítványok olyan dolgokat tudtak, amit mi nem ismerünk. A fundamentalista keresztényeknek ezt János evangéliumának utolsó verse bizonyítja: „De van sok egyéb is, amit Jézus tett, és ha azt mind megírnánk egytől egyig, úgy vélem: maga a világ sem tudná befogadni a megírt könyveket.” (Ján 21:25). Ezentúl további igazolást hoz fel a liberális és ún. reformált egyházak stagnáló, vagy éppen csökkenő létszáma, mely szerintük összefüggésben van azokkal a tényezőkkel, melyek olyan tünetekben jelennek meg, mint a sorozatos botrányok kitörése (például a római katolikus egyházban) vagy a vallásilag liberális és a nyíltan világi nézetek közötti különbségek elmosódása olyan, általuk fontosnak tartott ügyekben, mint a homoszexualitás, abortusz és a nők jogai.

### A fundamentalista állásfoglalás elleni érvelés
A fundamentalista állásfoglalást nagyon sokan ellenzik. Az egyik általános ellenérv az, hogy a fundamentalista csoportok hittani állításai nem bizonyíthatók. Egy másik ellenérv az, hogy szónoklataikban ezek a csoportok egyszerűséget és egyöntetűséget sejtetnek, de valójában minden hitközösségben a vallásos törvények különböző elfogadott szövegei találhatók és az egyes szövegrészek értelmezése is változó. Következésképpen minden fundamentalista hit egymással ellentétben álló kisebb csoportokra forgácsolódik szét és gyakran ugyanolyan ellenségesek egymással – néha még jobban is –, mint más vallásokkal szemben.
E kritikusok állítása szerint a fundamentalista elképzelés gyakorlati megvalósításához először is érteni kellene az eredeti szöveg ősi nyelvét (ha az eredeti szöveg a sok átdolgozás után egyáltalán azonosítható). Ezen túlmenően az az egyszerű tény, hogy e szent hagyományokat nagyon is megtéveszthető és magukban is tévedő emberi lények közvetítik (és közvetítették) az idők folyamán, egyszerűen feledésbe merült. Elliot Dorff így ír: „Még ha valaki akarná is követni az Isten tényleges szavát, értenünk kell, hogy azt mindenképpen át kell fordítani emberi nyelvre. Ezen keresztül az emberi gyarlóság kibogozhatatlanul keveredik bele az isteni szó értelmébe. Ennek eredményeképpen lehetetlen az Isten vitathatatlan szavának követése, amit valaki elérhet az nem több mint az Isten akaratának emberi értelmezése.” (Az élő fa, Dorff, 1988.)
A legtöbb fundamentalista nem foglalkozik ezzel az érveléssel, a többiek pedig úgy tartják, hogy vagy saját vallási vezetőjük, vagy ők maguk is Isten közvetlen vezetése alatt az isteni téveszthetetlenség résztvevői.
Sokan vádolják a fundamentalistákat azzal, hogy vallási vezetőjükhöz túlságos ragaszkodást fejlesztenek ki, azaz hogy e követők azt a személyt tévedhetetlennek, vagy az Isten hangjának tekintik (személyi kultusz) és hiszik, hogy ő az igazság forrásainak értelmezésében tévedhetetlenül vezetheti őket. Az ilyen vallási csoportokat gyakran szektáknak nevezik, és más felekezetek elhatárolják magukat ezektől, mert ahogy Idur megjegyezte „Hallgathatunk hiteles prédikátorokat, próbálhatjuk az ő életpéldájukat utánozni, de ez nem az Isten Országa, hanem a Hitelesnek Tartott Prédikátor Országa. Isten Országába való tartozás közvetlen kapcsolatot jelent ‘a jó lelkiismeretnek Istennel való szüntelen kérdeződése’ által (1Pét 3:21).” 
A fundamentalizmus általános kritikája szerint a fundamentalisták válogatósak abban, hogy mit hisznek és gyakorolnak. Például Mózes második könyve előírja, hogy ha egy ember fiútestvére meghal, akkor neki el kell vennie a sógornőjét, de a fundamentalista keresztények nem tartják be ezt az utasítást annak ellenére, hogy az Újtestamentum nem cáfolja azt meg.
A fundamentalisták kritikusai megkérdőjelezik vallásos szövegeik történelmi hitelességét, összehasonlítják őket más történelmi forrásokkal, és felhívják a figyelmet arra, hogy téveszthetetlen szent irataik milyen sok látszólagos és tényleges ellentmondást tartalmaznak.
Bernard Cornwell író keresztény fundamentalistaként nőtt fel, és teológiai tanulmányokat végzett örökbefogadó szülei állításainak megcáfolása érdekében a BBC rádió 2004. április 18-ai műsorában azt állította, hogy akkor „tért meg”, mikor felismerte, hogy szülei fundamentalizmusa egy teljes butaság és e felismerés boldogságát azóta sem vesztette el…
Richard Feynman Nobel-díjas fizikus véleménye szerint a földet veszélyeztető legnagyobb fenyegetés nem a nukleáris vagy biológiai fegyverektől származik, hanem az agy-kontrolltól. Ezzel a gondolattal a vallási fundamentalizmusra és a politikai ideológiákra (mint például a fasizmus, vagy a szocialista országokban proletárdiktatúra néven bemutatott gyakorlati kommunizmus) egyaránt utalást tett.

### A fundamentalizmus és a politika
A fundamentalizmus napjainkban sokak számára erkölcsi töltettel rendelkező érzelmi kifejezés, melyet gyakran gyalázkodásra használnak, különösen mikor egy másik jelzővel egészítik ki és muszlim fundamentalizmusról vagy jobboldali fundamentalizmusról beszélnek.
A vallásos fundamentalisták – csaknem minden vallásban – gyakran politikai öntudattal rendelkeznek, azaz úgy érzik, hogy a törvénynek és a kormánynak kötelessége azt az életformát elismerni, amit ők Isten által elrendeltnek és szent írásaikban megjelöltnek hisznek. Szerintük az állam Isten alárendeltjének kell hogy tekintse magát, bár megjegyzendő, hogy ez csaknem minden vallás összes felekezetének alapvető hitei közé tartozik, még ha követői nem is ragaszkodnak hozzá túlságosan.
A legtöbb ún. keresztény ország történelmében megfigyelhetjük az ehhez hasonló folyamatok lejátszódását, és napjainkban a keresztény fundamentalizmus egy formája politikailag jelentős példájának az észak-írországi katolikusok politikai törekvései tekinthetők.
Sok muszlim ország (mint például Irán és Szaúd-Arábia) kormányzata az iszlám alapjain áll sok fundamentalista beállítottságú taggal. Ezekben az országokban a szekuláris politikusok gyakran az ellenzékben és néha csak titokban működhetnek.

## Fordítás
- Ez a szócikk részben vagy egészben  a   Fundamentalism című angol Wikipédia-szócikk fordításán alapul.  Az eredeti cikk szerkesztőit annak laptörténete sorolja fel. Ez a jelzés csupán a megfogalmazás eredetét és a szerzői jogokat jelzi, nem szolgál a cikkben szereplő információk forrásmegjelöléseként.